# Faroald I
Faroald I fou el primer duc longobard de Spoleto, vers el 570. El 579 va ocupar i saquejar Classis el port de Ravenna però va haver d'evacuar el lloc després del 584 i abans del 588. A la seva mort vers el 592 els seus fills es van disputar la successió i aprofitant la lluita el noble Ariulf es va proclamar duc.